# پیمان هوشمندزاده
پیمان هوشمندزاده (۱۳۴۸ تهران) نویسنده و عکاس ایرانی و از بنیان‌گذاران جایزه شید (جایزه مستقل عکاسی مستند اجتماعی ایران) است. او چند کتاب نوشته‌است و در زمینه عکاسی برنده جایزه‌های گوناگون شده و نمایشگاه‌های گروهی و انفرادی بسیاری در تهران، بلژیک، دانمارک، یونان، لبنان، برلین، استرالیا، گرجستان، کویت، نیویورک و پاریس برگزار کرده‌است.
هوشمندزاده دانش‌آموخته عکاسی از دانشگاه آزاد اسلامی است. او کار خود به عنوان عکاس را ابتدا با نشریات و آژانس‌های عکس شروع کرد و بعد از مدتی با همراهی جواد منتظری و امید صالحی آژانس عکس 135Photos را تأسیس کرد. مجموعه قهوه خانه‌های گمرک و دست‌ها و کمربندها از معروفترین آثار او محسوب می‌شوند.

## آثار
- روی خط چشم، مجموعه داستان، نشر چشمه ۱۳۹۶
- لذتی که حرفش بود، شش تک‌نگاری دربارهٔ دیدن و زیستن، نشر چشمه، چاپ دوم ۱۳۹۴، شابک ‎۹۷۸−۶۰۰−۲۲۹−۵۷۲−۹
- ۱، مجموعه عکس، نشر نظر.
- اهل اسب، مجموعه عکس، نشر نظر.
- شاخ، مجموعه داستان پیوسته، نشر چشمه، ۱۳۸۸
- ها کردن، مجموعه داستان، نشر چشمه، ۱۳۸۶
- ۱۰۰، مجموعه عکس، نشر ماهریز
- حذف به قرینه مستی نوشته‌های کوتاه (۱۰۰ نسخه دست نویس)، تهران ۱۳۸۳
- وقت گل نی، مجموعه داستان، نشر آرویج، ۱۳۸۰
- دو تا نقطه، مجموعه داستان، نشر آرویج، ۱۳۷۹
- ج، رمان، نشر چشمه، ۱۳۹۹
- جمعه را گذاشتم برای خودکشی(پنج تک نگاری برای دیدن و زیستن)، نشر چشمه ، ۱۴۰۰

## جایزه‌ها
- ۱۳۸۳ نفر سوم نهمین دوسالانه عکس ایران، تهران
- ۱۳۷۸ نفر دوم جشنواره عکس مطبوعات، تهران
- ۱۳۷۷ برنده مدال طلا در نمایشگاه بین‌المللی عکس کودک، تهران
- ۱۳۷۶ نفر دوم مسابقه بین‌المللی عکس مستند، تهران
- ۱۳۷۶ برنده مدال برنز فیاپ دوسالانه بین‌المللی عکس، موزه هنرهای معاصر ایران، تهران